# Jimram z Kamene
Jimram z Kamene byl moravský šlechtic pocházející z rodu pánů z Pernštejna.

## Život
Jimram pocházel z větve pánů z Pernštejna, která svůj název odvozovala od sídelní hradu Zubštejn (starší název byl Lapis, neboli Kámen). O jeho životě máme málo informací. Poprvé se v písemných listinách uvádí roku 1325. Dále byl zmiňován k roku 1344, kdy měl spolu se svým bratrem Altušem a se svými syny Filipem, Vojtěchem a Altušem v držení Zubštejn. V té době byla tato větev rodu velmi zadlužená a tak byl Jimram nucen roku 1348 hrad prodat. Poslední písemná zmínka o Jimramovi pochází z roku 1350. Jimram je také považován za jednoho z možných zakladatelů Jimramova.

## Erb
Podoba erbu není známá, ale dá se předpokládat, že byla totožná s pány z Pernštejna.

## Majetek
- hrady - Zubštejn

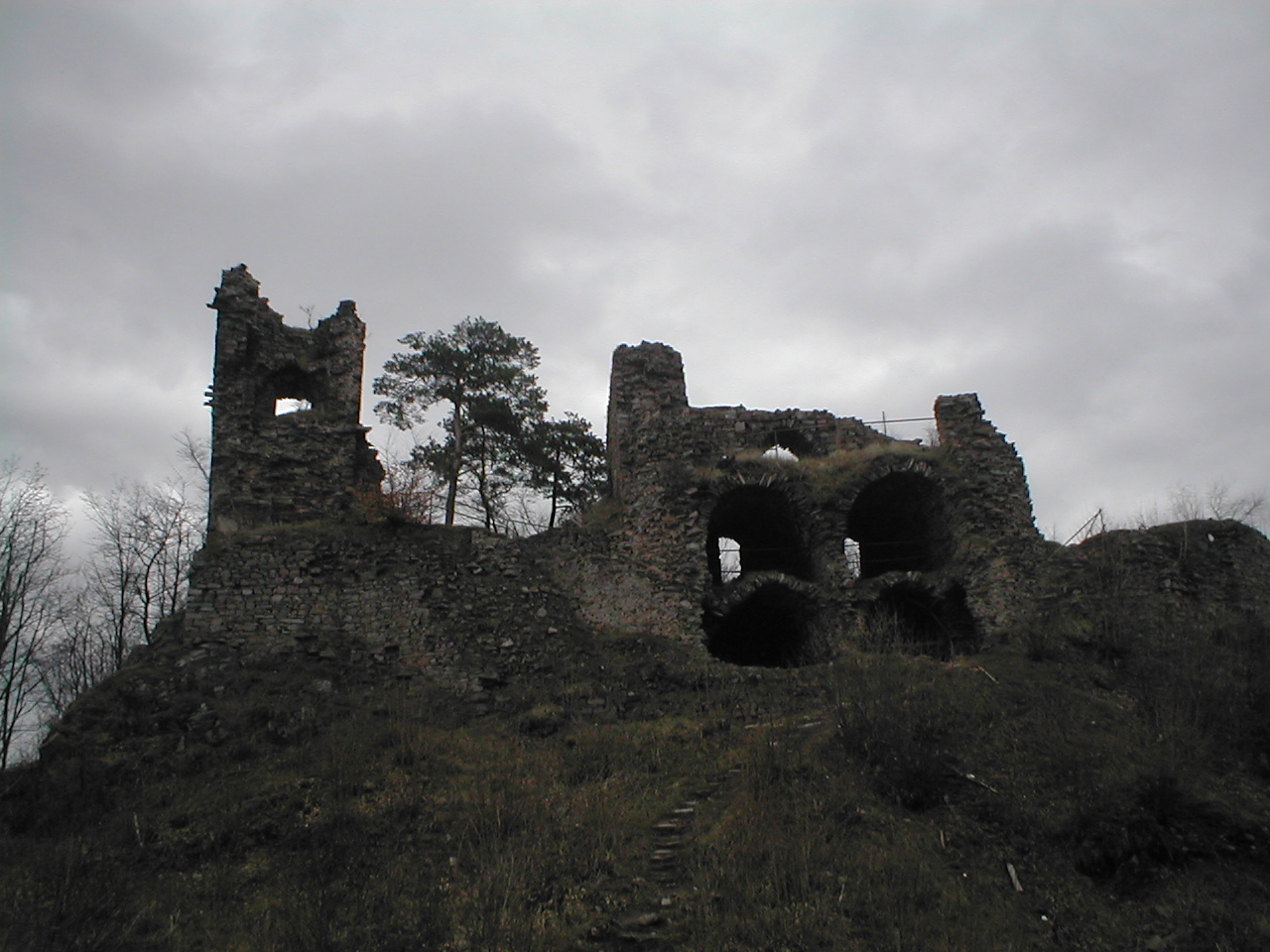
hrad Zubštejn

- obce - Medlov, Pohledec, Rokytno, Studnice, Zubří